# Каппель-Графенхаузен
Каппель-Графенхаузен (нем. Kappel-Grafenhausen) — община в Германии, в земле Баден-Вюртемберг. 
Подчиняется административному округу Фрайбург. Входит в состав района Ортенау.  Население составляет 4808 человек (на 31 декабря 2010 года). Занимает площадь 25,72 км².